# Sèrie 114 de FGC
La sèrie 114 dels Ferrocarrils de la Generalitat de Catalunya està formada per 5 unitats de tren elèctriques que operen a la línia Barcelona-Vallès des del 2014. Els trens estan formats per 3 cotxes i són accessibles a persones amb mobilitat reduïda. Són la tercera generació de trens elèctrics que operen a la línia Barcelona-Vallès adquirits per FGC. Aquestes unitats són la versió de la sèrie 113 adaptades a la línia L7, unitats amb les quals comparteixen la majoria de característiques tret de la disposició dels seients i del nombre de cotxes.

## Història

### Projecte i construcció dels trens
A inicis de la primera dècada del 2000 es van començar les obres dels perllongaments de la línia Barcelona-Vallès a les poblacions de Terrassa i Sabadell. Amb aquests perllongaments s'esperava obtenir un increment de viatgers a la línia i, per tal de poder absorbir la demanda, es va decidir iniciar un pla de millora per incrementar freqüències. A banda d'això, es va decidir comprar nous trens per cobrir els nous traçats a Terrassa i Sabadell i incrementar freqüències, així com substituir la sèrie 111, que tenien llavors entre vint i trenta anys.
Originalment, es va fer una comanda de 44 unitats de 4 cotxes cadascuna. El projecte era disposar d'un parc mòbil de 66 trens de 4 cotxes (22 de la Sèrie 112 i 44 de la nova Sèrie 113) per poder oferir freqüències de 40 trens/hora entre Barcelona i el Vallès i una flota reduïda d'unitats de la sèrie 111 reformades destinades a la Línia 7 del metro de Barcelona.
L'any 2009 FGC encarregà a Alstom i a Construcciones y Auxiliar de Ferrocarriles la construcció de 24 noves unitats de tren pel preu de 151 milions d'euros que es podrien incorporar el 2015, aquestes unitats formarien el primer lot de la sèrie. Amb els nous trens, FGC substituiria gran part de la sèrie 111 i podria modernitzar la línia, reduir-ne costos de manteniment i ampliar-ne la capacitat, ja que es passaria de 3 a 4 cotxes per tren, i així podria absorbir millor l'increment de demanda que suposarien els nous perllongaments a Terrassa i Sabadell.

Així doncs, es projectava disposar de la següent flota:
- Sis trens reformats de la Sèrie 111 (3 cotxes) per al servei de la Línia 7 del metro de Barcelona
- Vint-i-dos trens de la Sèrie 112 (4 cotxes) per a la resta de serveis de la línia.
- Vint-i-quatre trens de la Sèrie 113 (4 cotxes) per a la resta de serveis de la línia.

Que suma un total de 52 trens destinats a la Línia Barcelona-Vallès, dels quals 46 trens serien de 4 cotxes per les línies L6 i suburbanes.

Al cap i a la fi, però, els trens de la Sèrie 111 no es reformaren. Vist això, FGC es va trobar amb la necessitat d'adquirir material mòbil de 3 cotxes per la línia L7, ja que les estacions entre Gràcia i Av. Tibidabo no admeten trens de més de 60 metres de llarg (3 cotxes).
Per tant, es va tornar a modificar la comanda, ja per darrer cop, i consistiria en 19 unitats de 4 cotxes (76 vehicles), que formarien la sèrie 113, i 5 unitats de 3 cotxes (15 vehicles) amb lleugeres modificacions, que formarien la sèrie 114. La raó és que al final no es va reformar cap tren de la sèrie 111 per fer serveis a la línia L7 (que entre Gràcia i Av. Tibidabo està limitat a un màxim de 3 cotxes per tren), per tant FGC es va trobar amb la necessitat d'adquirir material mòbil de 3 cotxes per aquesta línia. Al final, el parc mòbil en servei comercial de viatgers (exeptuant el material històric) es quedà en el següent:
- Vint-i-dos trens de la Sèrie 112 (4 cotxes) per als serveis de les línies L6, la posterior L12, i suburbanes.
- Dinou trens de la Sèrie 113 (4 cotxes) que complementarien els 112 a les línies urbanes i interurbanes a excepció de l'L7.
- Cinc trens de la Sèrie 114 (3 cotxes) per al servei exclusiu de la Línia 7 del metro de Barcelona.

Els trens de la sèrie 114 en algun cas esporàdic fan serveis a la resta de línies de la línia Barcelona-Vallès quan hi ha falta de material rodant.
Els plans originals d'FGC preveien la introducció d'un segon lot de 15 trens de la Sèrie 113 cap a finals del 2019, tot i que al final aquestes noves quinze unitats formarien la sèrie 115 de FGC i no hi hauria cap més lot d'unitats 113.

### Posada en servei i fallada de les unitats

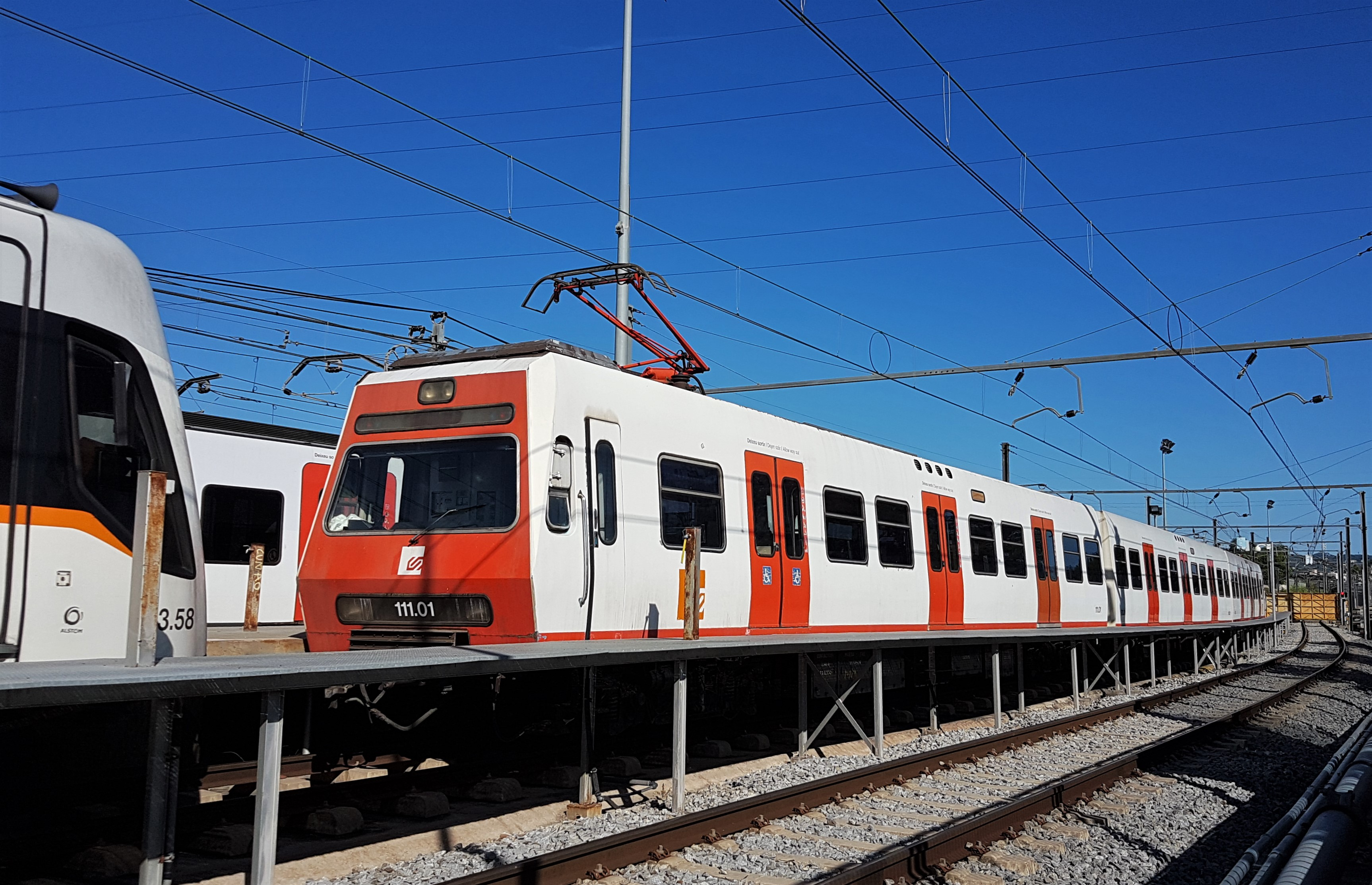
La unitat 111.01 (ex 111.02), una de les UT111 que va reentrar al servei durant la fallada de les UT114.

El primer tren de la sèrie 114 va arribar als dipòsits de Rubí el 14 de juny del 2014. Les primeres dues unitats (114.01 i 02) es van posar en servei el 20 de desembre del 2014 i la resta es van anar incorporant durant el mateix més.

El 22 de setembre del 2015 una unitat de la sèrie va perdre el suport d'un cilindre de fre entre les estacions de Provença i Gràcia. Els sistemes de seguretat donaren l'alarma i el tren es quedà aturat on era. Un cop s'analitzà el problema, els tècnics s'adonaren que per la forma en què la peça s'havia trencat, semblava que aquesta era defectuosa. S'analitzaren les altres 4 unitats i s'adonaren que la peça en qüestió era defectuosa en totes les unitats. Aquestes peces, segons els fabricants, havien de durar uns trenta anys.

El 23 de setembre dues unitats de la sèrie 111 de FGC, concretament les unitats 111.01 (antigament 111.02) i 111.13, van tornar a entrar en servei per cobrir les necessitats de la línia L7, ja que la sèrie 114 no podia. Aquell mateix dia, però, estava previst fer el comiat de la sèrie 111, que es va haver de cancel·lar.

Durant el 23 de setembre, la freqüència de pas dels trens de la línia L7 es va veure afectada, amb menys expedicions que normalment. Un cop arreglades, les unitats 114 tornaren al servei progressivament, la primera el mateix dia 23 de setembre. Les unitats de la sèrie 114 van compartir els serveis de la línia L7 amb les UT 111 fins al 9 d'octubre del mateix any, que se'ls hi donà la baixa definitiva el desembre.

Per tal d'evitar més disgustos, FGC decidí revisar els trens de la sèrie 113 i comprovar si tenien o no el mateix problema. Va resultar que les UT 113 no tenien aquest problema perquè les peces eren de partides diferents.

## Disseny

### Exterior

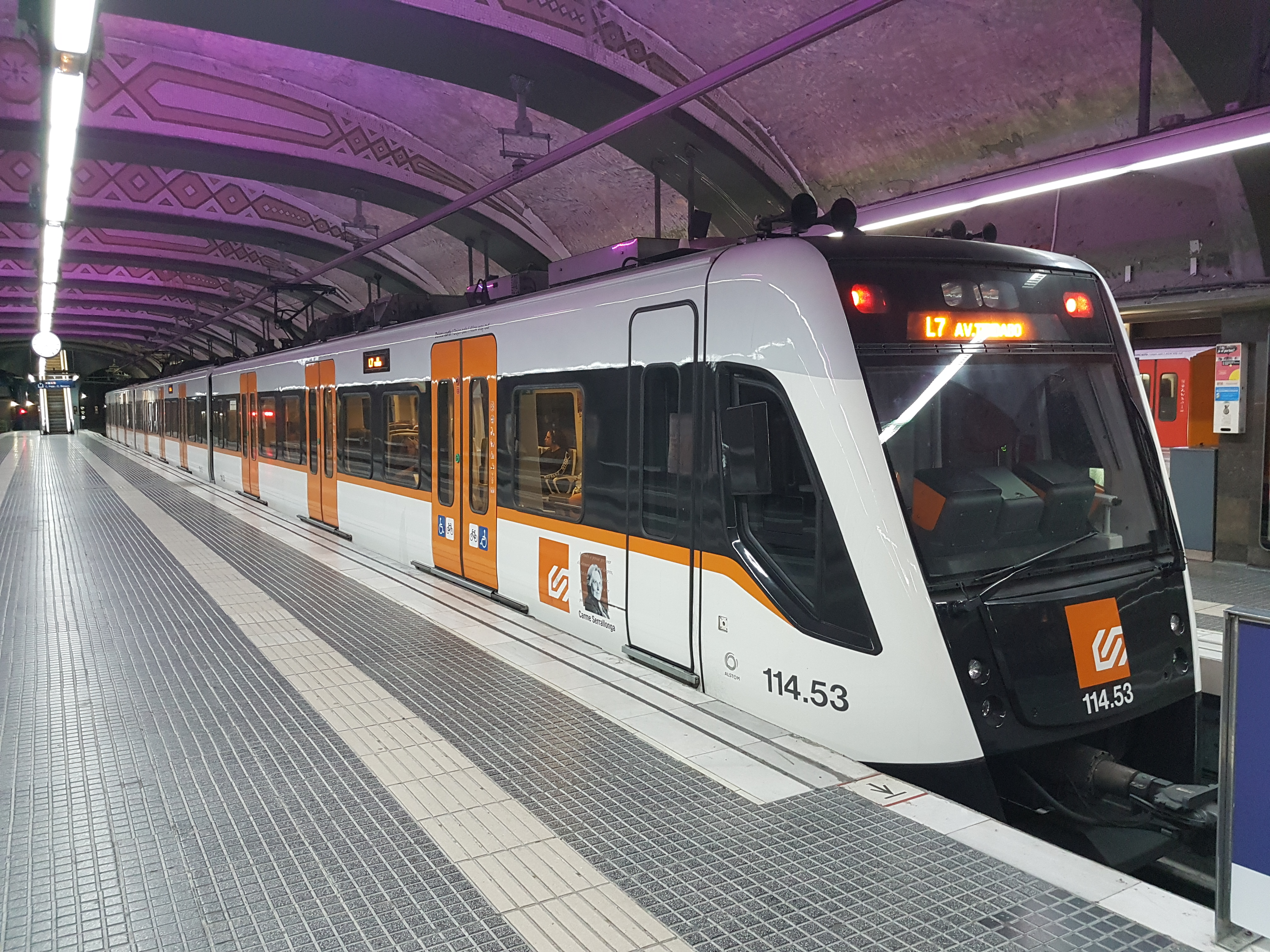
Una unitat 114 en una servei de la L7 a l'estació de Plaça Catalunya

Les unitats de la sèrie 114 estan dotades de teleindicadors de línia i destinació per informar el viatger. N'hi ha un per cotxe a cada lateral i un just a la part superior de les cabines de conducció. Els trens estan equipats amb un parell de retrovisors abatibles per extrem per facilitar al conductor la visió dels viatgers entrant i sortint del tren (un per cada costat a cada cabina, total de 4).
Als laterals de les cabines de conducció, just al costat del logotip d'FGC hi ha el bateig del tren, representat amb el nom i una imatge.

#### Esquema
Els trens de la sèrie 114 van incorporar el nou esquema d'FGC introduït amb la sèrie 113, que més tard s'utilitzà a la sèrie 213, en aquest últim, però, el taronja es va reemplaçar pel vermell. El nou esquema consisteix, pels costats, en una gran franja transversal de color negre de punta a punta que se sobreposa sobre el fons blanc. Just a sota, hi ha una línia més prima de color taronja. A les portes no hi ha aquesta franja negra, són totes de color taronja. D'aquesta manera, es facilita la seva distinció.

Les portes d'accés a les cabines de conducció, són lleugerament diferents. Primer de tot, són simples en lloc de dobles. Aquestes no calen que atreguin l'atenció dels viatgers, és per això que no són de color taronja, sinó que segueixen l'esquema general. Just al costat de les portes esmentades, hi ha una imatge amb un text explicatiu per representar el bateig del tren. Just al seu costat, hi ha el logotip d'FGC. Primer era de color taronja, però durant la tardor del 2020 es va reemplaçar per un de verd.

Els testers de les unitats estan pintats de color negre, amb les vores de color blanc. Al bell mig de la part inferior, hi ha el logotip d'FGC.

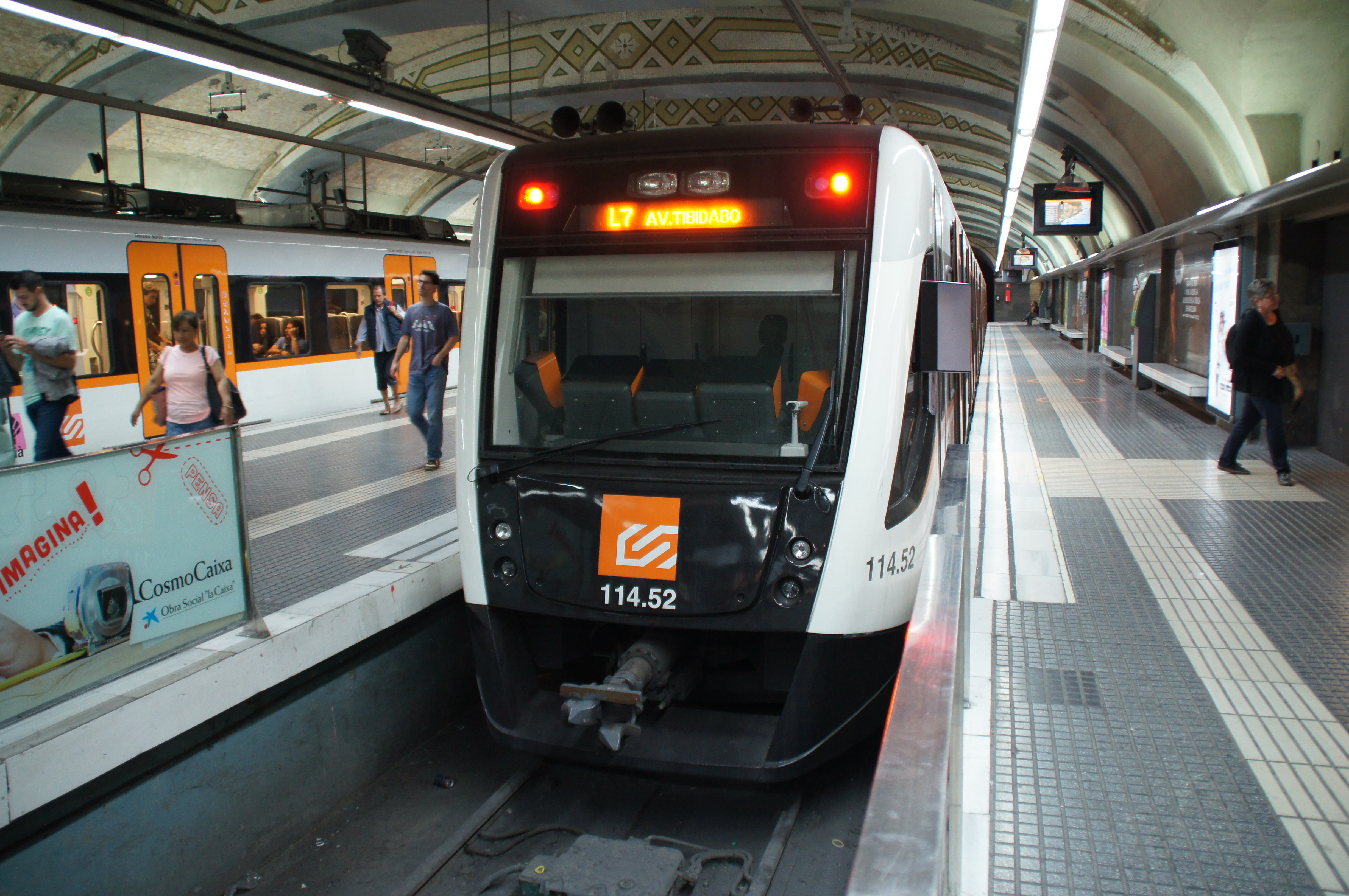
Tester d'una Ut 114.
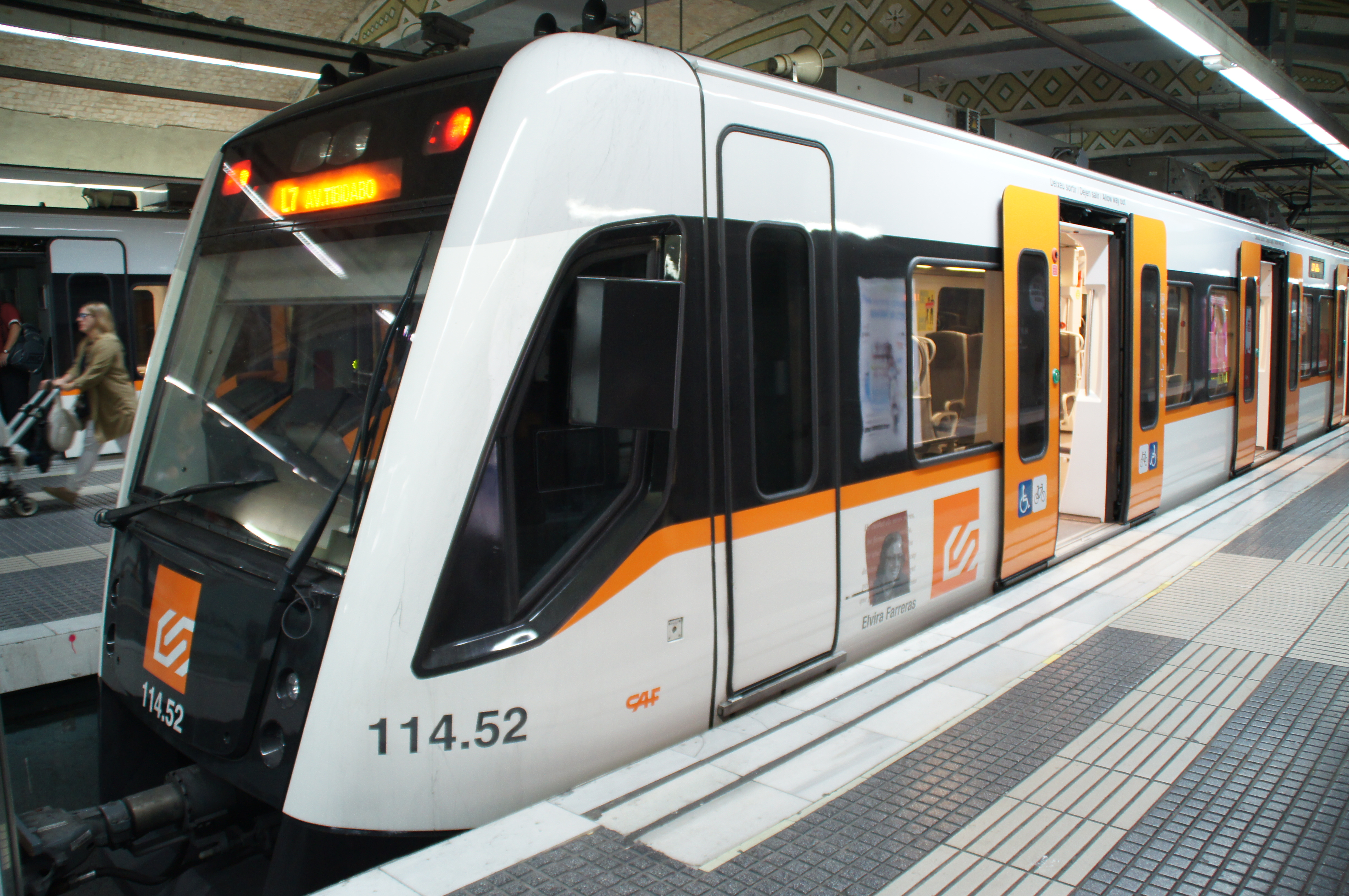
Frontal vist des d'un costat
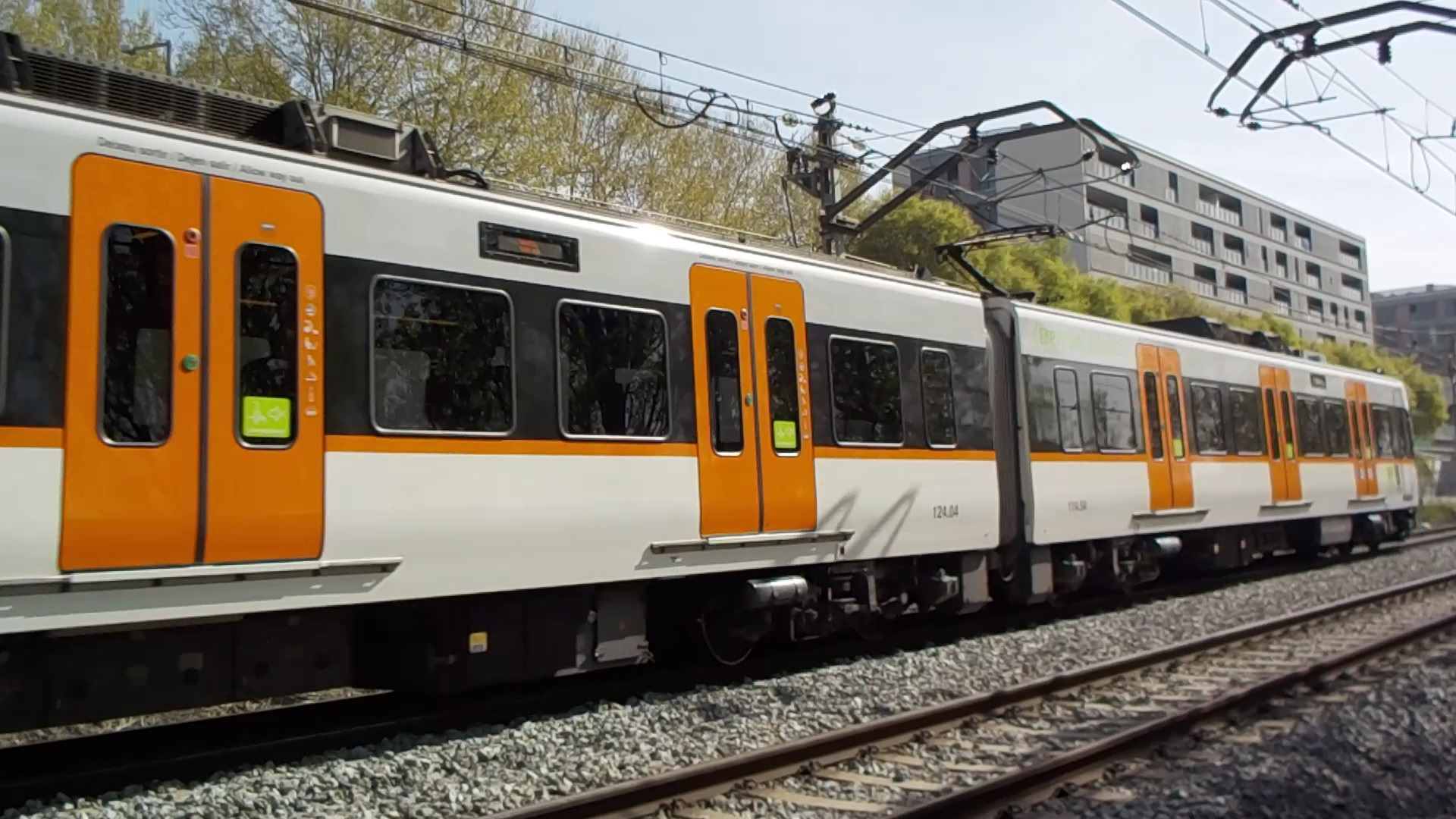
Lateral d'una unitat

### Interior
Aquests trens disposen de mobiliari i decoració de gran confort i seguretat. Els trens disposen de seients en tertúlia 2+2, com en la sèrie 113, en un costat i longitudinals en l'altre, de forma alternada, en l'espai intermedi del cotxe. A la zona d'intercomunicació entre cotxes, els seients estan disposats de forma longitudinal en els dos costats per facilitar-ne el pas. Per altra banda, als extrems del tren, entre la porta d'accés i la cabina, hi ha una zona per persones amb cadires de rodes o bicicletes, que disposa de dos seients abatibles (un a cada costat). Per permetre el pas de cadires de rodes entre la porta d'accés i l'espai reservat, la plataforma d'accés de les dites portes no disposa d'agafadors verticals. Els trens també disposen d'alguns seients reservats per aquelles persones que més ho necessitin, marcats de color taronja.
Els trens disposen de megafonia per informar de les properes parades als viatges, però també incorporen pantalles amb informació addicional: llista detallada de les parades, línia, destinació, hora, temperatura exterior, correspondències, etc. També es mostra publicitat de tant en tant.
A la zona d'intercomunicació entre cotxes, hi ha 2 endolls d'ús públic per cotxe i costat. Aquests formen part del projecte «Endolla't» i permeten als viatgers carregar els seus dispositius mòbils o qualsevol altra cosa al tren mentre viatgen. Els endolls són els estàndards a Espanya, amb una tensió de 220 volts. El projecte «Endolla't» començà amb la sèrie 213 i, des d'aleshores, s'ha incorporat a totes les noves unitats d'FGC.
En aquestes unitats, també s'ha millorat la cabina. Oferint més amplitud i confort pel maquinista.
Als extrems interiors dels trens, just al costat de la porta d'accés a la cabina de conducció, hi ha el bateig de cada unitat, representat pel nom, un text explicatiu i una imatge.

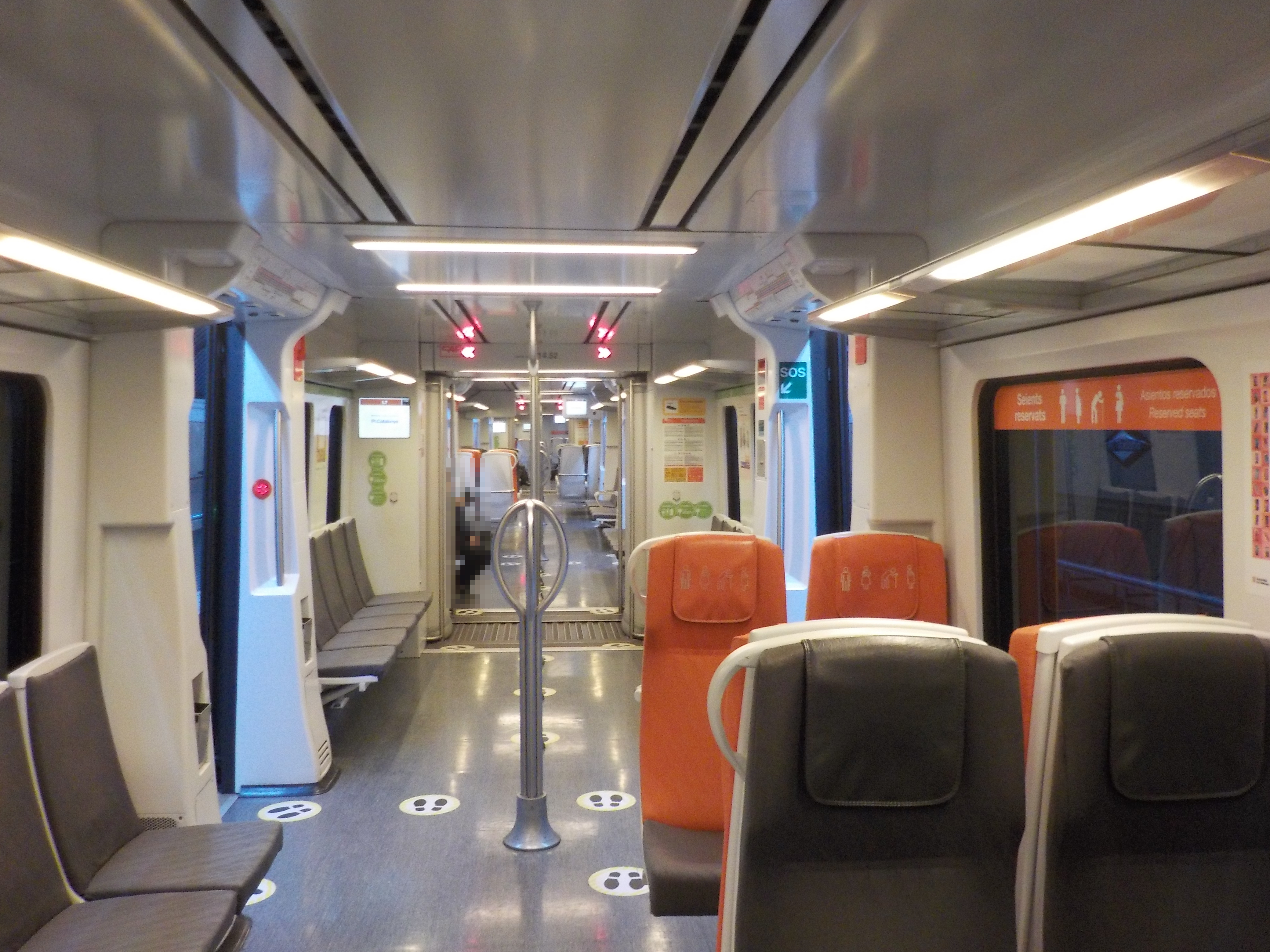
Interior general d'una UT
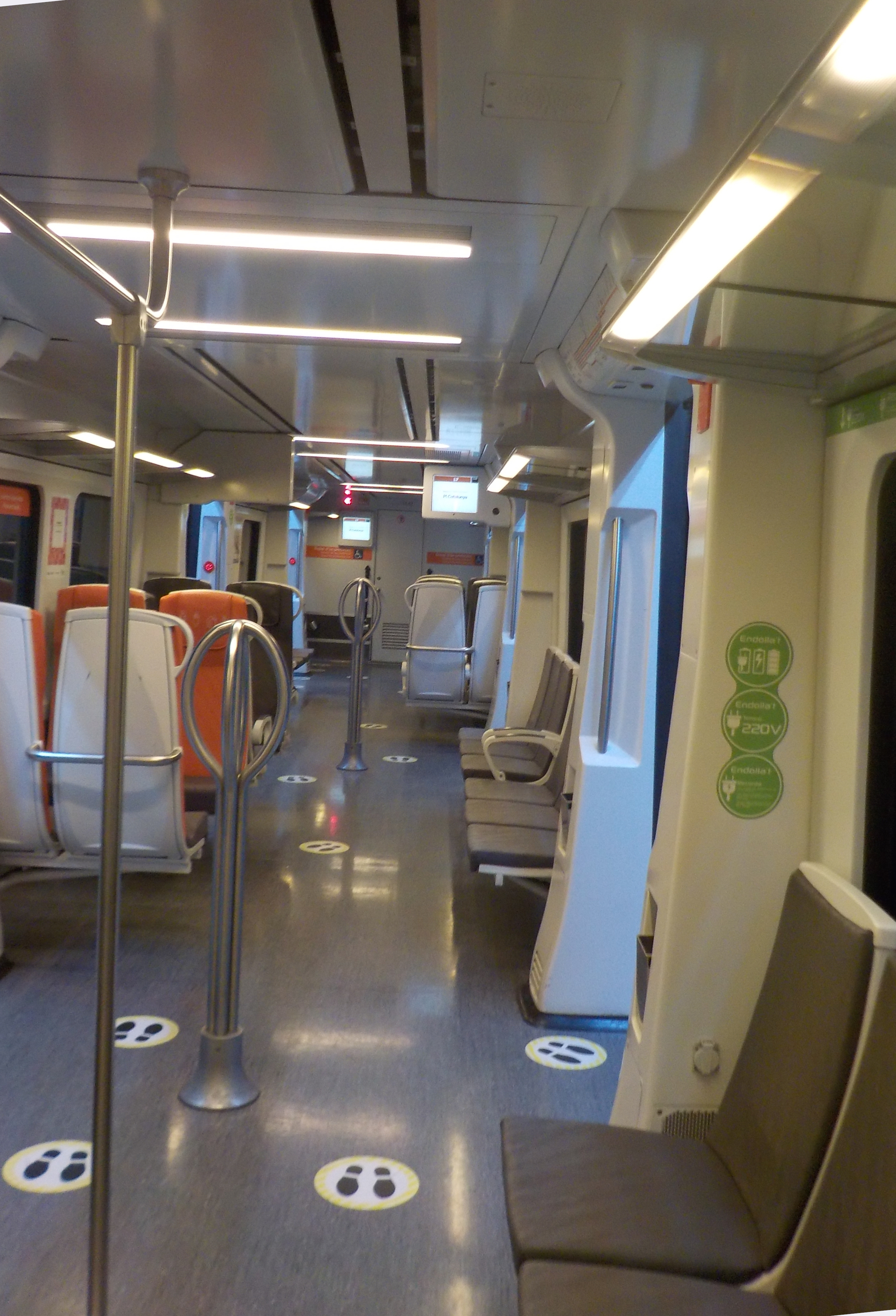
Interior general d'una UT
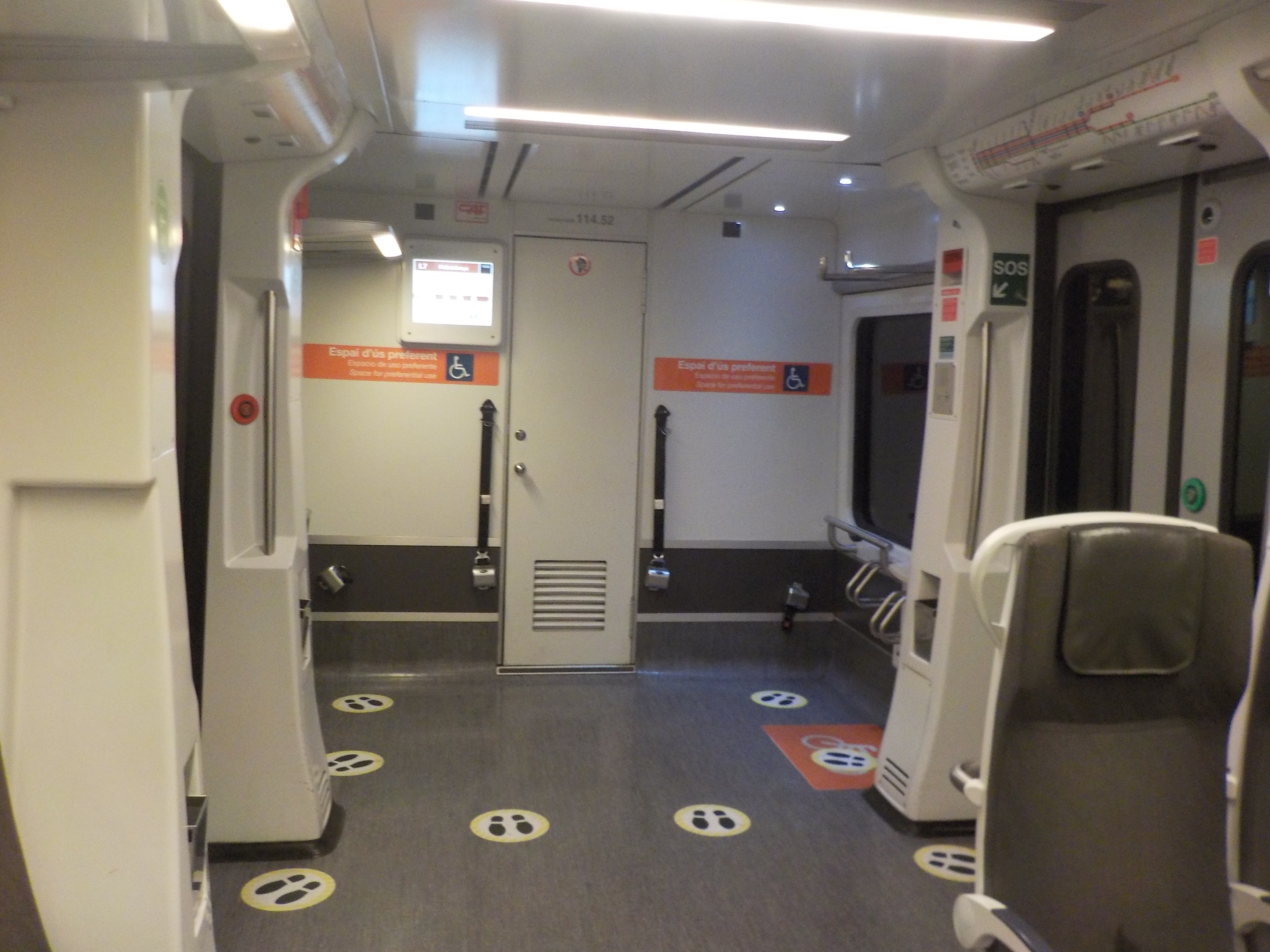
Detall de l'espai prefent per a bicicletes i cadires de rodes rere la cabina de conducció
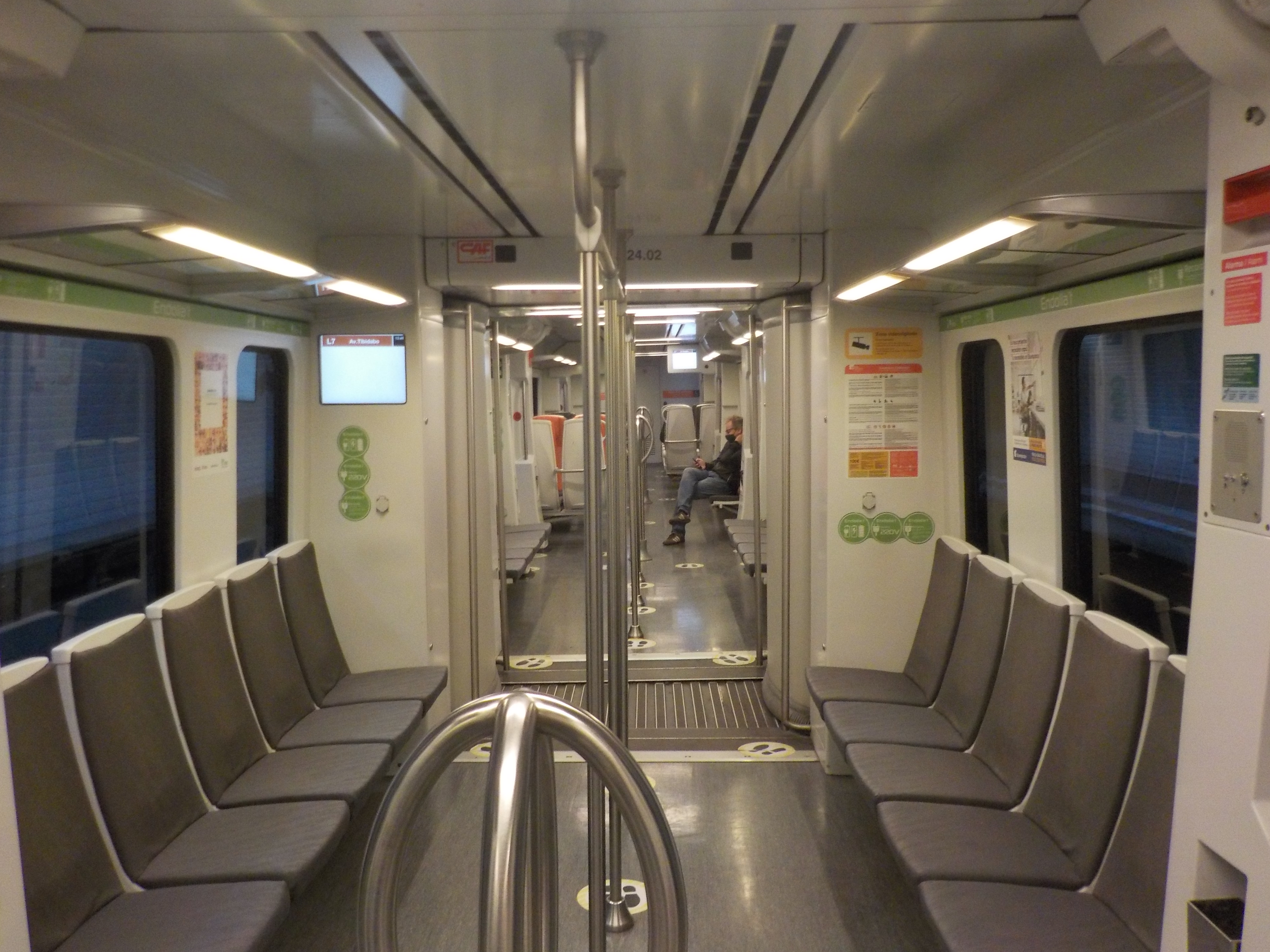
Ampli diàfan intercomunicador de cotxes per als vitgers
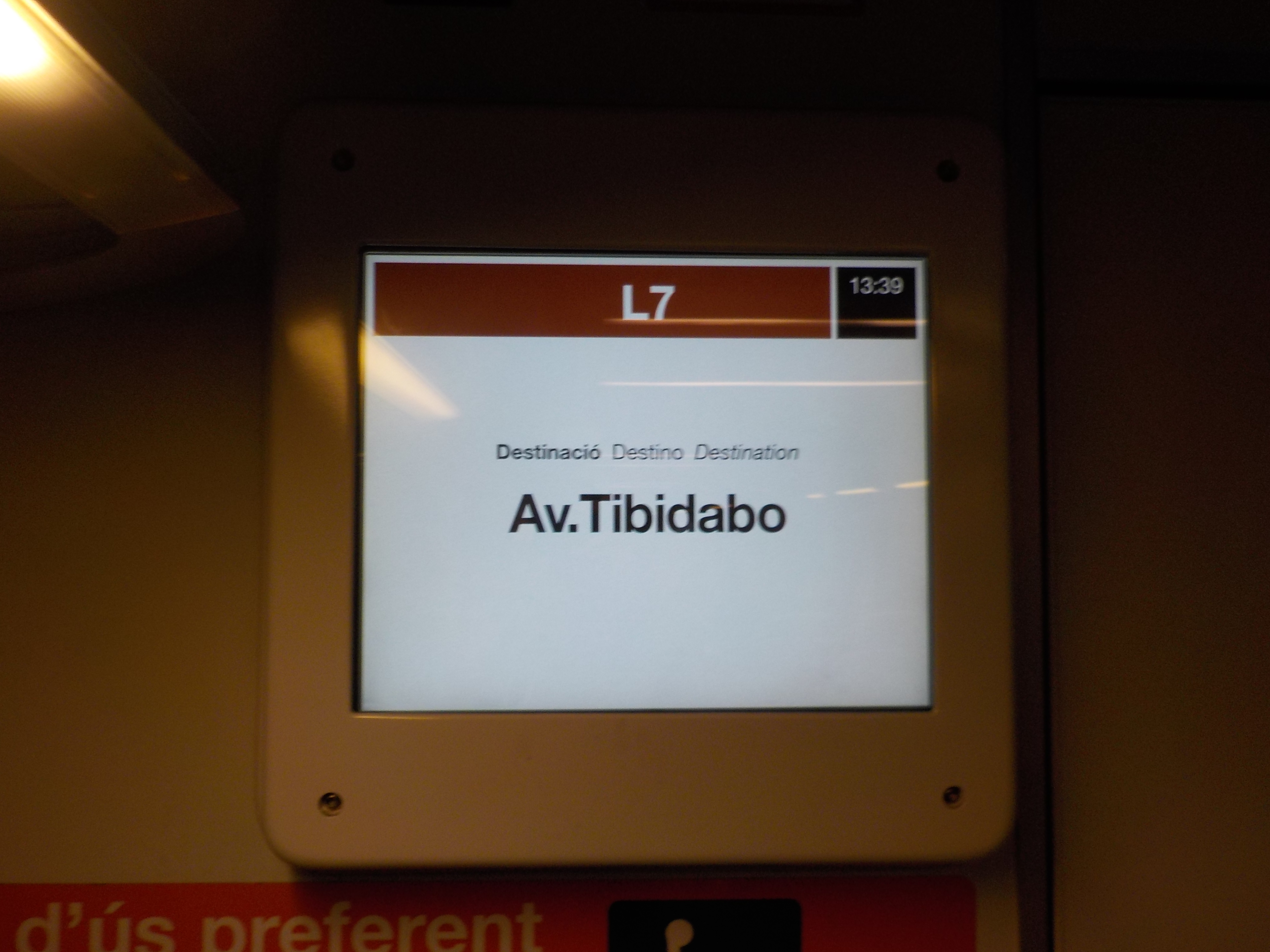
Detall d'una pantalla interior
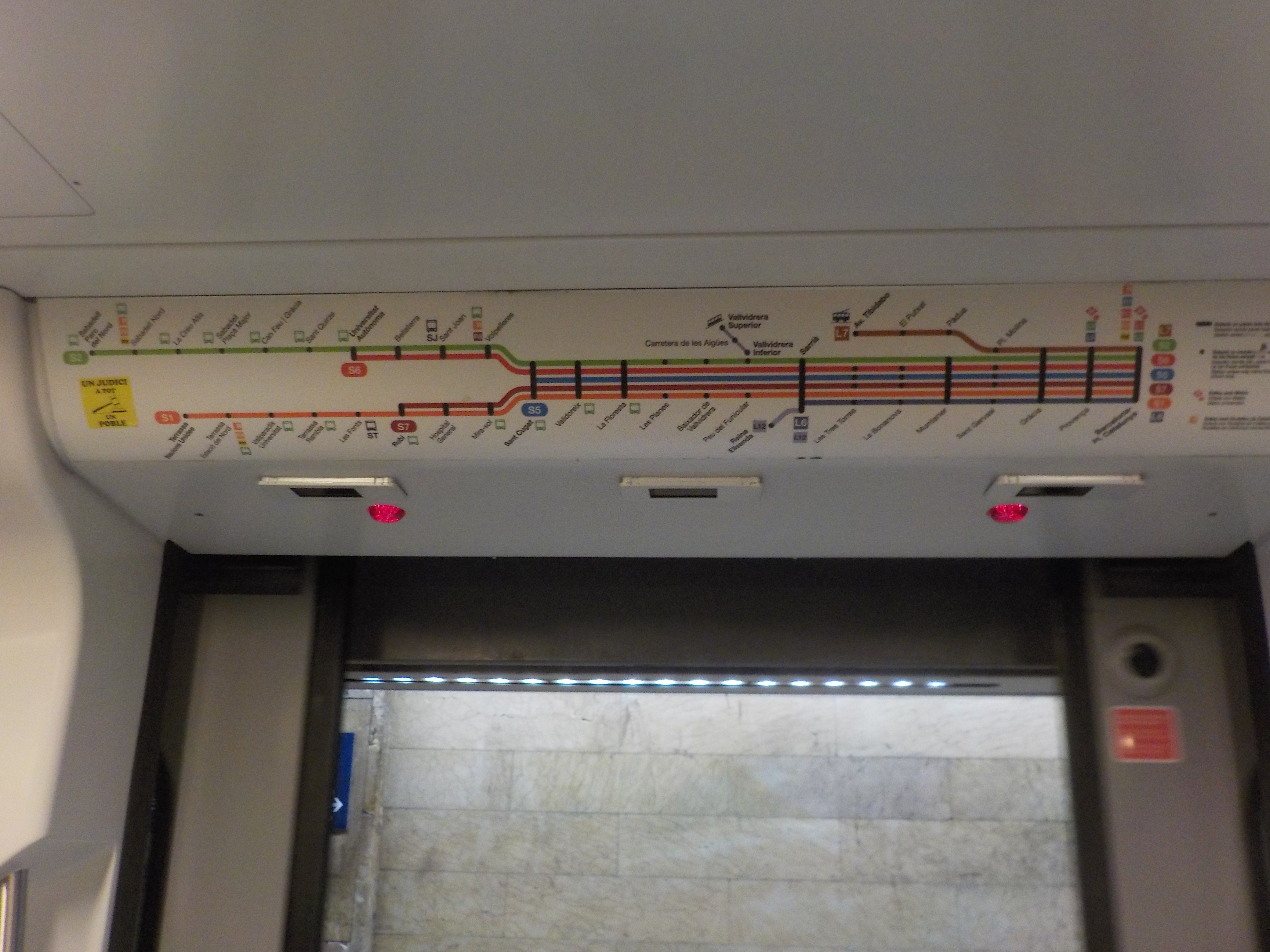
Esquema de la línia Barcelona-Vallès sobre les portes. Noteu el senyal lluminós encès indicant el tancament d'aquestes
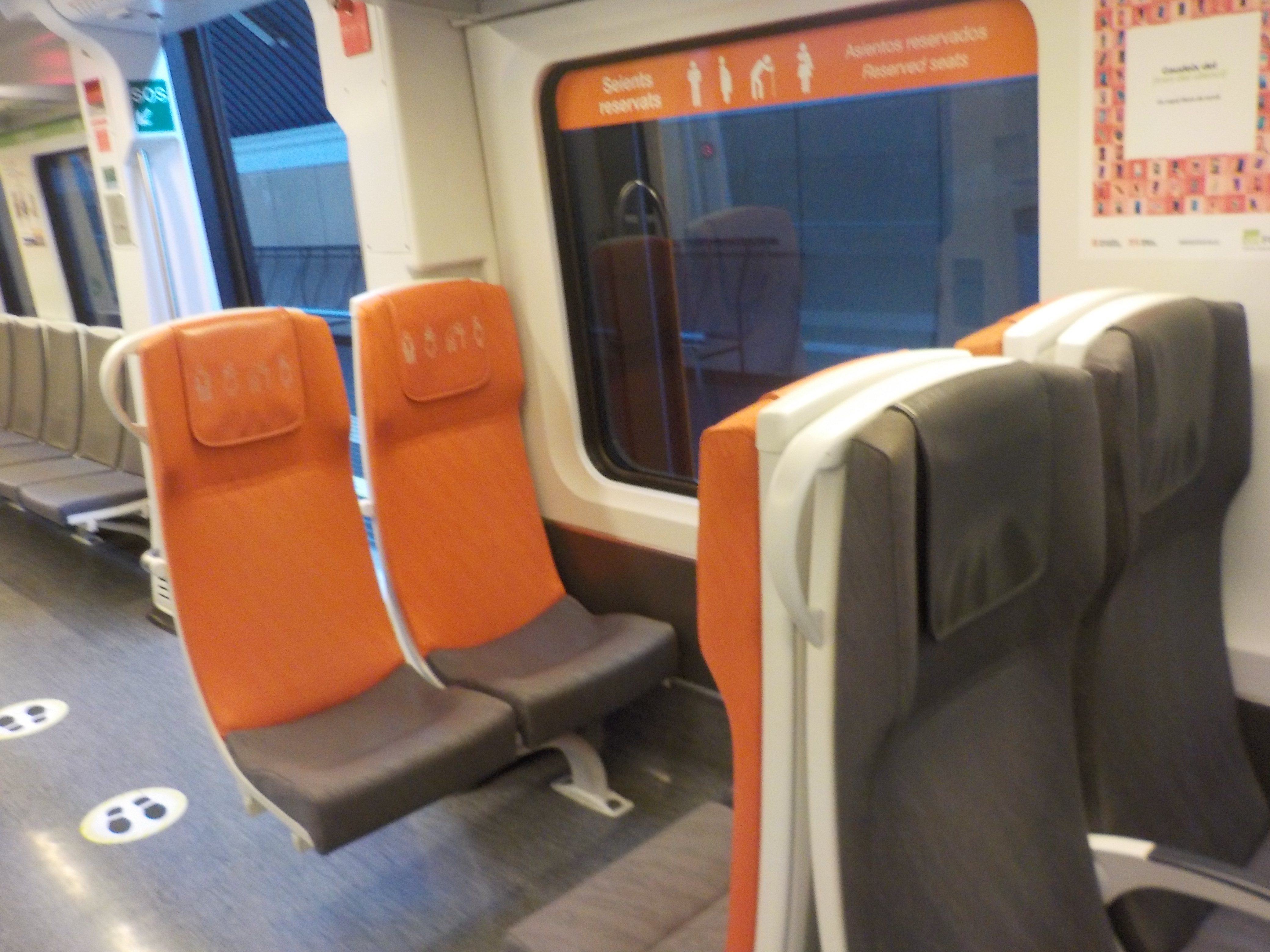
Seients reservats per a persones necessitades
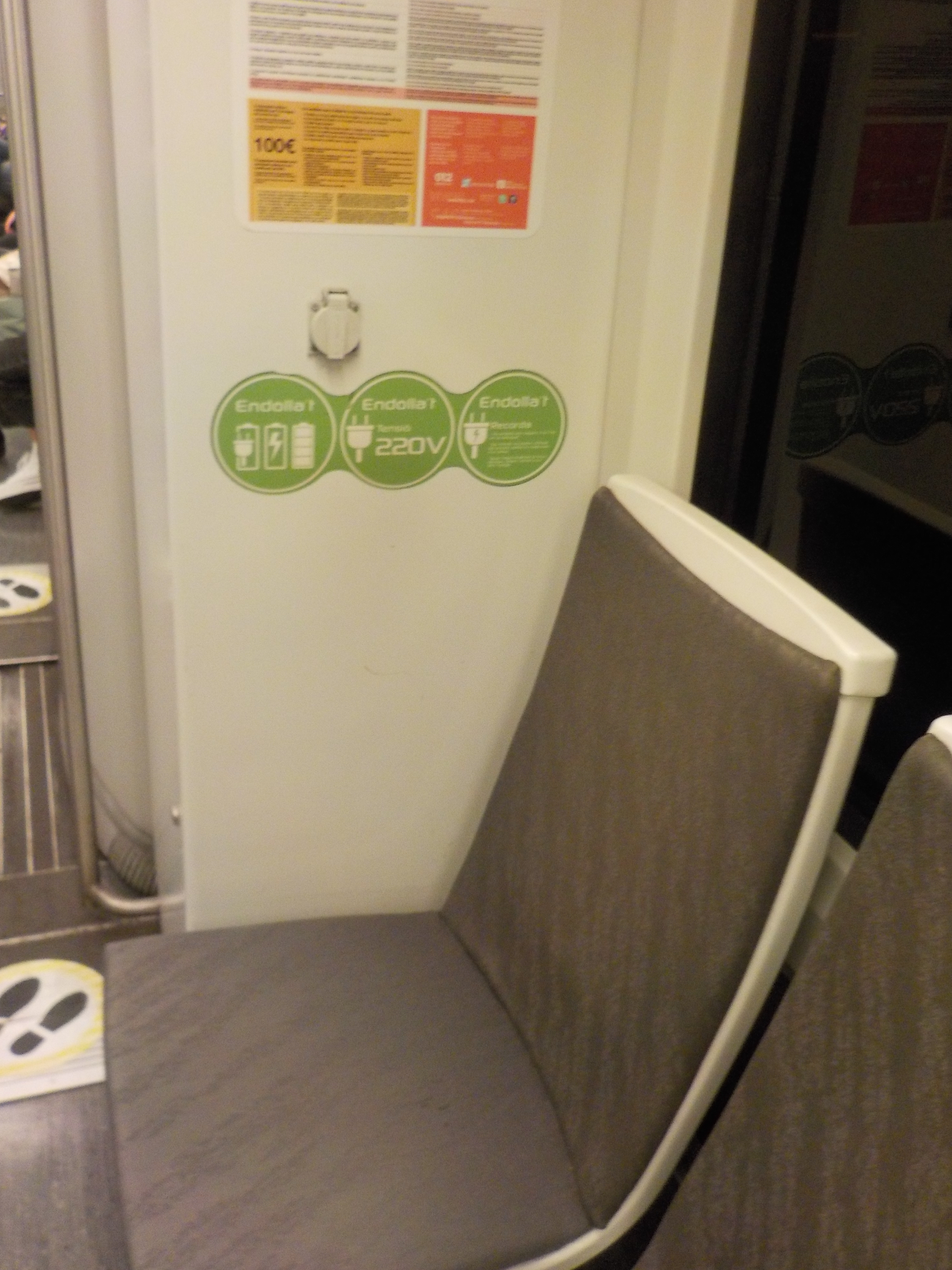
Detall d'un endoll d'ús públic a l'interior del tren de la campanya «Endolla't»

## Característiques tècniques

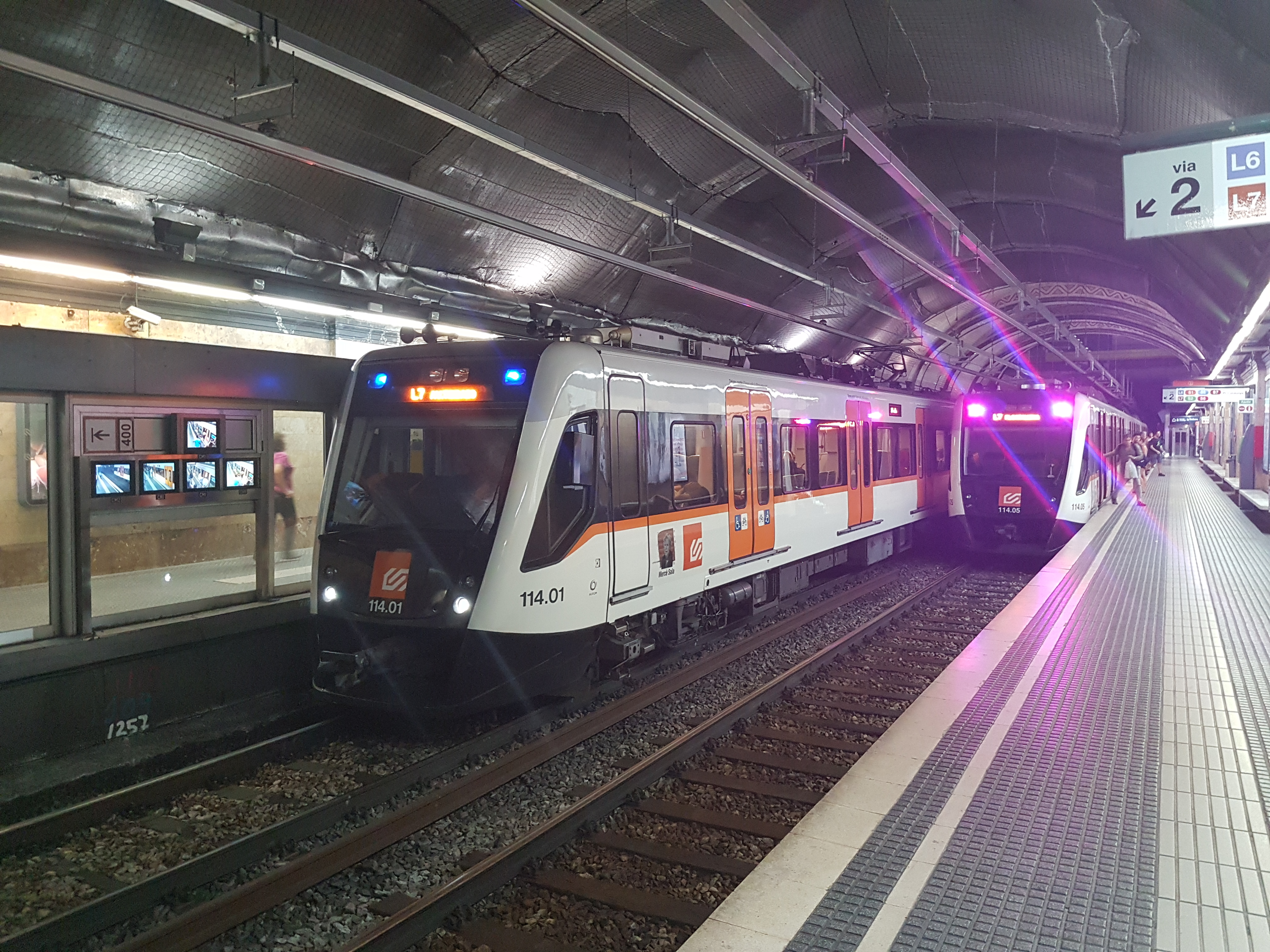
Les unitats 114.01 i 114.05 a l'estació de Provença cadascuna fent el respectiu servei de la línia L7.

### Quadre de característiques
A continuació es mostra una taula amb les principals característiques de la sèrie:
| Característica                    | Unitat                      | Valor                         |
| --------------------------------- | --------------------------- | ----------------------------- |
| Any de construcció                |                             | 2014                          |
| Quantitat                         | Nombre d'unitats            | 5                             |
| Constructor                       |                             | Alstom i CAF                  |
| Composició                        |                             | Mc-Mi-Mc                      |
| Tipus de bogie                    |                             | Bimotor                       |
| Diàmetre de les rodes             | mil·límetres                | 840                           |
| Ample de via                      | mil·límetres                | 1435 (estàndard)              |
| Amplada de la caixa               | mil·límetres                | 2760                          |
| Estructura de la caixa            | Material                    | Alumini                       |
| Alçada (pantògraf en repòs)       | metres                      | 23,96                         |
| Longitud entre topalls per unitat | metres                      | 60,872                        |
| Tensió d'alimentació              | Volts CC                    | 1500                          |
| Potència nominal                  | Kilowatts                   | 2160                          |
| Potència nominal                  | Cavalls de vapor            | 2940                          |
| Velocitat màxima                  | Quilòmetres per hora        | 90                            |
| Motors de tracció                 | Nombre                      | 12 (2 per bogie motor)        |
| Tipus de motor                    |                             | Trifàsic asíncron 4 EBA 3542  |
| Potència continua per motor       | Kilowatts                   | 180                           |
| Potència continua per motor       | Cavalls de vapor            | 245                           |
| Tara                              | Tones mètriques             | 113,9                         |
| Pes en ordre de marxa (Unitat)    | Tones mètriques             | 158                           |
| Pes per eix                       | Tones mètriques             | 13,16                         |
| Fre elèctric                      |                             | Reostàtic i recuperació       |
| Fre pneumàtic                     |                             | Aire comprimit                |
| Acceleració màxima                | Metres per segon al quadrat | 1                             |
| Desacceleració màxima             | Metres per segon al quadrat | 1,1 (fre de servei)           |
| Desacceleració màxima             | Metres per segon al quadrat | 1,2 (fre d'emergència)        |
| Tipus d'enganxall                 |                             | Compact-BSI                   |
| Capacitat                         | persones/unitat             | 605                           |
| Places assegudes                  | persones/unitat             | 124 + 4 abatibles             |
| Comandament múltiple              |                             | No disposa                    |
| Senyalització                     |                             | ATP i ATO                     |
| Sistema de tracció                |                             | IGBT                          |
| Sistema de control                |                             | Train Management System (TMS) |
| Comunicacions                     |                             | Wi-Fi i Ràdio                 |

### Altres característiques
Els trens de la sèrie 114 estan també dotats de les següents característiques:
- Passadís diàfan entre cotxes que permet el pas entre cotxes sense cap mena de portes de separació.
- Climatització i aïllament acústic amb aire condicionat de doble circuit per a mantenir el confort dels viatgers.
- Equips de vigilància per poder tenir control de l'interior del tren.
- Enregistrador d'esdeveniments (OTMR) que permet enregistrar dades sobre l'operació dels trens. És una versió d'una caixa negra per a trens.
- Accessibilitat a persones amb mobilitat reduïda, així els trens són accessibles per a persones amb qualsevol mena de discapacitat física. Els trens disposen d'àrees reservades per facilitar-los el viatge.
- Dispositiu d'«Home mort», un sistema de seguretat per comprovar que el conductor està atent i donar l'alarma en cas contrari.

### Composició
Els trens diposen de 3 cotxes, tots motoritzats, i dos d'aquests amb cabines de conducció.
|           | ← Pl. Catalunya Av. Tibidabo→ |        |        |
|           |                               |        |        |
| Cotxe     | 3                             | 2      | 1      |
| Tipus     | Mc'                           | Mi     | Mc     |
| Numeració | 114.50                        | 124.00 | 114.00 |

1. ↑  «Mc» vol dir cotxe motoritzat amb cabina de conducció i «Mi» cotxe intermedi motoritzat.
2. ↑  Així doncs, la primera unitat (número 1) es numera com 114.01+124.01+114.51 i l'última (número 5) com a 114.05+124.05+114.55.

Els cotxes dels extrems estant dotats amb un pantògraf simple a l'extrem més allunyat de la cabina de conducció.

## Flota

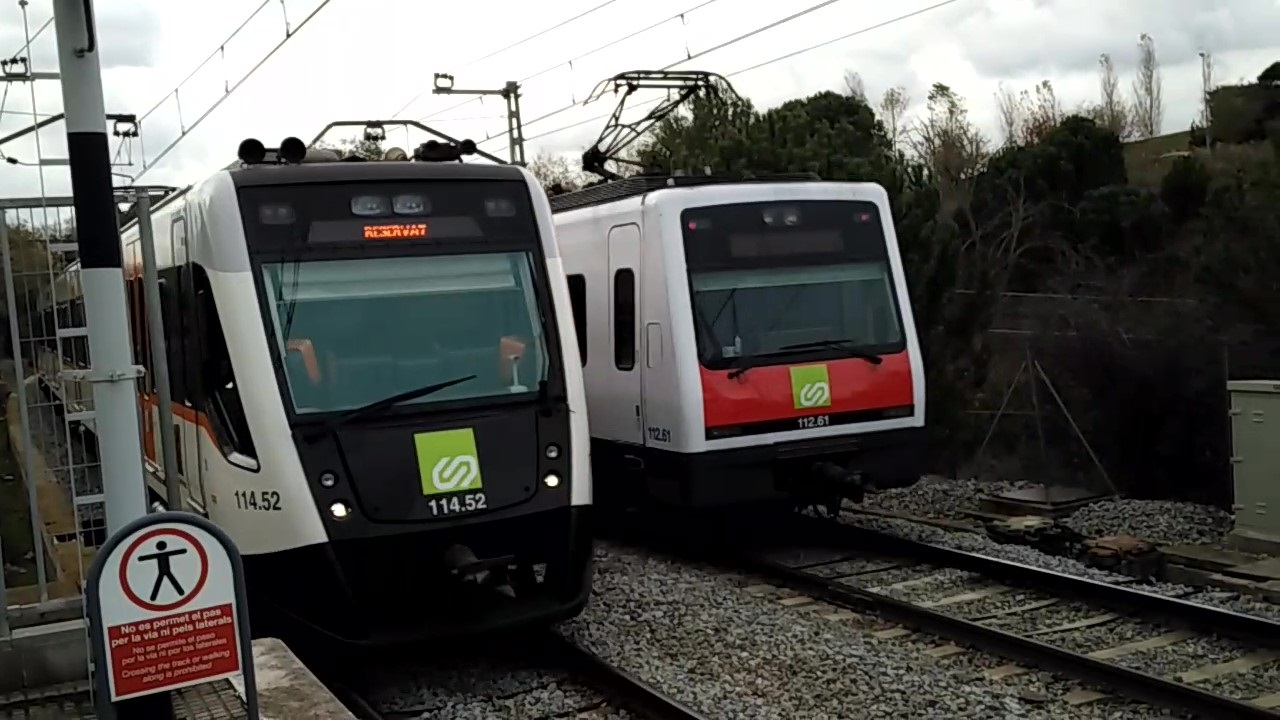
Creuament d'una UT 112 i una UT 114 a l'estació d'Hospital General.

La flota consisteix en 4 unitats de 5 cotxes, totes assignades al dipòsit de Rubí.
FGC ha batejat les unitats amb noms de persones importants per la línia Barcelona-Vallès, els respectius batejos hi figuren a continuació:
| Unitat | Fabricant | Posada en servei        | Bateig                     | Observacions                                                                        |
| ------ | --------- | ----------------------- | -------------------------- | ----------------------------------------------------------------------------------- |
| 114.01 | Alstom    | 20 de desembre del 2014 | Mercè Sala                 | Rebuda el 14 de juny del 2014                                                       |
| 114.02 | CAF       | 20 de desembre del 2014 | Elvira Farreras            |                                                                                     |
| 114.03 | Alstom    | 23 de desembre del 2014 | Carme Serrallonga          | Batejada el 30 de gener del 2016                                                    |
| 114.04 | CAF       | 23 de desembre del 2014 | Caterina Albert            |                                                                                     |
| 114.05 | CAF       | 21 de desembre del 2014 | Prudenci i Aurora Bertrana | Primer es volia batejar com a: Clementina Arderiu. Batejada el 23 d'abril del 2017. |